# Operatornorm
Inom matematiken är en operatornorm ett sätt att tilldela en "storlek" till vissa linjära operatorer. Operatornormen kan ses som den maximala förlängningen av en vektor som en linjär avbildning kan göra.

## Bakgrund och definition
En linjär operator {\displaystyle T:V\to W} (där {\displaystyle V} och {\displaystyle W} är normerade rum) sägs vara begränsad om det finns ett positivt reellt tal {\displaystyle c} så att
{\displaystyle \|Tx\|\leq c\|x\|}
för alla {\displaystyle x\in V}. För att visa att en linjär operator är begränsad kan man hitta ett {\displaystyle c} så att
{\displaystyle {\frac {\|Tx\|}{\|x\|}}\leq c}.
För alla {\displaystyle x\in V}, med andra ord ett supremum. Detta supremum är operatornormen för {\displaystyle T}, betecknad {\displaystyle \|T\|}, alltså
{\displaystyle \|T\|=\sup _{x\in V,x\neq 0}{\frac {\|Tx\|}{\|x\|}}}.
Operatornormen kan även uttryckas som
{\displaystyle \|T\|=\sup _{x\in V:\|x\|=1}\|Tx\|}
vilket kommer av att {\displaystyle T} är en linjär avbildning.

## Egenskaper
Operatornormen uppfyller de vanliga kraven för normer:
- {\displaystyle \|T\|\geq 0} och {\displaystyle \|T\|=0\,} omm {\displaystyle T\,} är en nollavbildning.
- {\displaystyle \|\alpha T\|=|\alpha |\|T\|}
- {\displaystyle \|x+y\|\leq \|x\|+\|y\|}

Man kan även se att:
{\displaystyle \|Tx\|\leq \|T\|\|x\|}

## Exempel

### Enhetsavbildning
En enhetsavbildning {\displaystyle I:V\to V} där {\displaystyle V\neq {0}\,} är begränsad och har norm {\displaystyle \|I\|=1}.

### Matriser
En reell matris {\displaystyle A} med format {\displaystyle m\times n} kan ses som en linjär avbildning {\displaystyle A:\mathbb {R} ^{m}\to \mathbb {R} ^{n}}. {\displaystyle A} är begränsad och flera normer kan införas, se matrisnorm.